# Cray-4
Cray-4は、クレイ・コンピュータ(CCC) において、Cray-3 (開発が失敗した) の後継機として計画されたスーパーコンピュータである。クレイ・リサーチ社のCray T90と競合するために販売された。CCCは、Cray-4が納入される前の1995年に倒産した。 

## 設計
以前のCray-3は、ガリウムヒ素(GaAs)半導体をコンピューティングへ応用した最初の主要製品であった。これは成功とはみなされず、1台のCray-3しか納入されなかった。シーモア・クレイはCray-4の設計に移行し、1994年にその設計を発表した。 
Cray-4 は、基本的に Cray-3 を縮小して高速化したもので、高速メモリに接続された多数のベクトルプロセッサで構成されている。Cray-3は474MHzで動作する4～16個のプロセッサをサポートしていたが、Cray-4は1GHzで動作する4～64個のプロセッサをサポートしていた。Cray-4の最終的なパッケージングは、1立方フィート (0.028 m3) に収まるように設計されており、Cray-3から来たより小さな1CPU「タンク」内でテストされた。ミッドレンジシステムには16個のプロセッサ、1,024メガワード(8192MB)のメモリが含まれ、1,100万ドルで32ギガフロップスの処理能力を提供した。 
Cray-2とCray-3で使用されていたローカルメモリアーキテクチャは削除され、シーモアがローカルメモリの効果的な使用に成功しなかったため、以前のデザインのBレジスタとTレジスタの集合に戻された。 

## 1994
「CRAY-3の設計・製造で培った技術と製造プロセスを活かしたCRAY-4は、1994年に大幅な技術進歩を遂げた。当社は、1994年11月10日に CRAY-4 の市場導入を発表した。当社は、破産申請に先立ち、64メガワードのメモリを搭載したシングルプロセッサCRAY-4の試作機を数台用意し、診断テストを実施していた。当社は1994年の初めに個々のCRAY-4モジュールのテストを開始し、1995年の第2四半期の末頃までに4プロセッサのCRAY-4プロトタイプ・システムを納入できるように計画していた。破産申請に伴い、当社は CRAY-4 の開発を中止した。」 

## 遺産
シリアルナンバー001のプロセッサは、2015年9月22日にオークションで37,500ドルで落札された。1995年に製造されたもので、現存する唯一のものと考えられている。CPUの試作品の部品が存在する。マーケティングパンフレットも存在する。 